# Lenita Toivakka

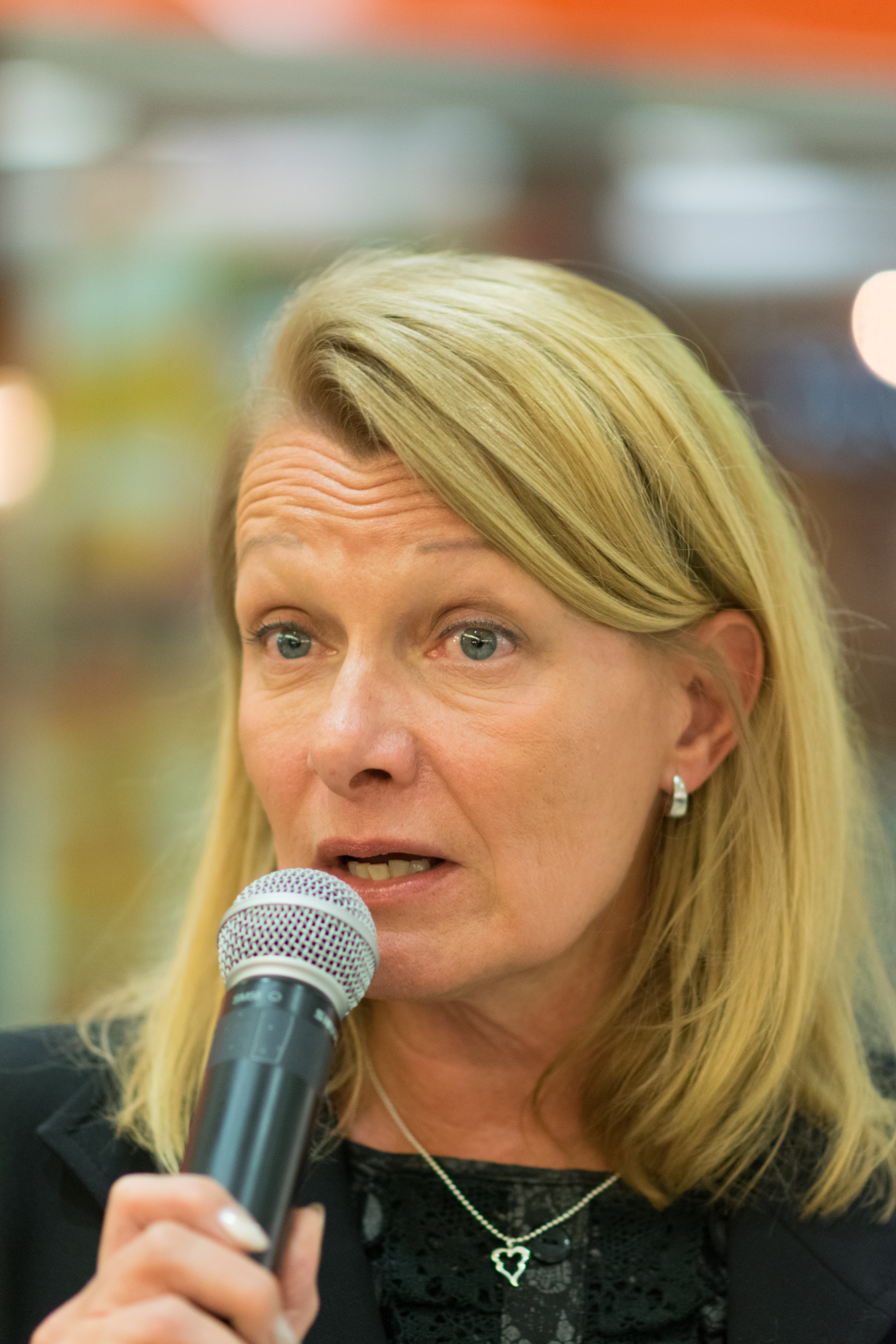
Lenita Toivakka (2015)

Lenita Anneli Toivakka (* 28. September 1961 in Helsinki) ist eine finnische Politikerin der konservativen Nationalen Sammlungspartei. Von Mai 2015 bis Juni 2016 war sie Ministerin für Außenhandel und Entwicklung im Kabinett Sipilä. Zuvor war sie von 2014 bis 2015 unter Alexander Stubb Ministerin für Europa und Außenhandel. Sie war auch Mitglied des Beirats der Weltbankgruppe (WBG) für Gender und Entwicklungspolitik.
Am 21. Juni 2016 trat Toivakka wegen Maßnahmen zur Steuerbegünstigung ihres Familienunternehmens und der daraus resultierenden negativen Wahrnehmung in der Öffentlichkeit als Ministerin zurück. Nachfolger wurde Kai Mykkänen.